# Mistrovství Severní Ameriky a Oceánie v rychlobruslení 2012
Mistrovství Severní Ameriky a Oceánie v rychlobruslení 2012 se konalo ve dnech 14. a 15. ledna 2012 v rychlobruslařské hale Olympic Oval v kanadském Calgary. Jednalo se o 14. mistrovství Severní Ameriky a Oceánie. Z předchozího šampionátu obhajovalo titul Američan Jonathan Kuck a Kanaďanka Cindy Klassenová.
V Calgary se poprvé mistryní Severní Ameriky a Oceánie stala Kanaďanka Brittany Schusslerová. Mezi muži podruhé zvítězil Američan Jonathan Kuck.

## Muži
| Pořadí           | Jméno              | Země        | 500 m       | 5 000 m       | 1 500 m       | 10 000 m       | Počet bodů |
| ---------------- | ------------------ | ----------- | ----------- | ------------- | ------------- | -------------- | ---------- |
| Zlatá medaile    | Jonathan Kuck      | USA         | 37,07 (3.)  | 6:25,16 (1.)  | 1:46,19 (2.)  | 13:19,47 (1.)  | 150,9556   |
| Stříbrná medaile | Shane Dobbin       | Nový Zéland | 37,80 (9.)  | 6:28,71 (2.)  | 1:48,19 (4.)  | 13:29,46 (2.)  | 153,207    |
| Bronzová medaile | Lucas Makowsky     | Kanada      | 36,35 (2.)  | 6:34,06 (6.)  | 1:47,12 (3.)  | 14:01,49 (5.)  | 153,537    |
| 4.               | Shani Davis        | USA         | 35,64 (1.)  | 6:37,30 (7.)  | 1:45,92 (1.)  | 14:18,58 (9.)  | 153,606    |
| 5.               | Jordan Belchos     | Kanada      | 38,07 (10.) | 6:33,66 (5.)  | 1:49,08 (6.)  | 13:40,26 (3.)  | 154,809    |
| 6.               | Patrick Meek       | USA         | 38,81 (12.) | 6:30,85 (3.)  | 1:51,32 (11.) | 13:44,97 (4.)  | 156,250    |
| 7.               | Joshua Wood        | USA         | 37,08 (4.)  | 6:45,69 (11.) | 1:48,81 (5.)  | 14:08,42 (8.)  | 156,340    |
| 8.               | Stefan Waples      | Kanada      | 37,49 (6.)  | 6:39,96 (8.)  | 1:50,91 (10.) | 14:05,40 (6.)  | 156,726    |
| 9.               | Justin Warsylewicz | Kanada      | 37,16 (5.)  | 6:40,65 (10.) | 1:49,16 (7.)  | 14:26,38 (10.) | 156,931    |
| 10.              | Scott Bickerton    | Kanada      | 39,03 (13.) | 6:32,35 (4.)  | 1:49,81 (8.)  | 14:07,90 (7.)  | 157,263    |
| 11.              | Leo Landry         | Kanada      | 37,52 (7.)  | 6:48,57 (13.) | 1:50,72 (9.)  | 14:28,80 (11.) | 158,724    |
| 12.              | Emery Lehman       | USA         | 38,71 (11.) | 6:39,99 (9.)  | 1:52,79 (12.) | —              | 116,305    |
| 13.              | Mark Jackson       | Nový Zéland | 37,64 (8.)  | 6:46,62 (12.) | DSQ           | —              | 78,302     |

## Ženy
| Pořadí           | Jméno                 | Země      | 500 m       | 3 000 m       | 1 500 m       | 5 000 m       | Počet bodů |
| ---------------- | --------------------- | --------- | ----------- | ------------- | ------------- | ------------- | ---------- |
| Zlatá medaile    | Brittany Schusslerová | Kanada    | 39,70 (2.)  | 4:08,25 (1.)  | 1:55,07 (1.)  | 7:10,64 (1.)  | 162,495    |
| Stříbrná medaile | Jilleanne Rookardová  | USA       | 39,34 (1.)  | 4:09,73 (2.)  | 1:58,65 (4.)  | 7:14,88 (3.)  | 163,999    |
| Bronzová medaile | Cindy Klassenová      | Kanada    | 40,16 (5.)  | 4:09,96 (3.)  | 1:57,38 (2.)  | 7:11,69 (2.)  | 164,115    |
| 4.               | Nicole Garridová      | Kanada    | 41,37 (7.)  | 4:11,00 (4.)  | 1:59,90 (6.)  | 7:16,10 (4.)  | 166,779    |
| 5.               | Brianne Tuttová       | Kanada    | 39,73 (8.)  | 4:16,83 (6.)  | 1:59,75 (5.)  | 7:27,91 (6.)  | 167,242    |
| 6.               | Kali Christová        | Kanada    | 39,90 (4.)  | 4:18,13 (7.)  | 1:58,42 (3.)  | 7:31,14 (8.)  | 167,508    |
| 7.               | Maria Lambová         | USA       | 41,63 (8.)  | 4:13,88 (5.)  | 2:02,03 (7.)  | 7:23,48 (5.)  | 168,967    |
| 8.               | Tori Spenceová        | Kanada    | 42,08 (9.)  | 4:22,36 (8.)  | 2:04,66 (9.)  | 7:28,07 (7.)  | 172,166    |
| 9.               | Brooke Lochlandová    | Austrálie | 42,48 (10.) | 4:25,21 (10.) | 2:06,78 (10.) | 7:54,52 (11.) | 176,393    |
| 10.              | Hannah Curwinová      | USA       | 42,64 (11.) | 4:31,43 (11.) | 2:08,75 (11.) | 7:47,75 (10.) | 177,569    |
| 11.              | Mary Graceová         | USA       | DSQ         | DSQ           | DSQ           | DSQ           | DSQ        |